# Trygonoptera imitata
Trygonoptera imitata is een vissensoort uit de familie van de doornroggen (Urolophidae). De wetenschappelijke naam van de soort is voor het eerst geldig gepubliceerd in 2008 door Yearsley, Last & Gomon.